# 家出レスラー
『家出レスラー』（いえでレスラー）は、2024年5月17日に公開された日本映画。監督はヨリコジュン、主演はオーディションで選出された平井杏奈。
女子プロレスラー・岩谷麻優の自伝である『引きこもりでポンコツだった私が女子プロレスのアイコンになるまで』を原案としたフィクションとして描く。

## あらすじ
山口県に住む少女・岩谷マユは高校1年の時に起こったある事をきっかけで引きこもり生活になる。その生活の中で、マユは「マユランド」という妄想の世界を創り上げ、一日を怠惰に過ごしていた。
2年間の引きこもり生活を送ったある時、兄貴が見ていたテレビのプロレス中継を見て、プロレスの世界に惹かれる。そして、プロレス団体が地元に来たのを兄の勧めで観戦し、マユはプロレスラーになるという夢を抱き始める。
そんなある日、マユは携帯電話のプロレス関連のコラムで、流香が書いた新プロレス団体「スターダム」の旗揚げメンバー募集の記事を見つける。マユは流香に自身の写真をメールで送信。写真を見た創始者のグッシーがマユに興味を持ち上京を勧める。
マユは母親の反対を押し切って家出同然で東京へ向かい、スターダムの練習生からスタートすることになる。

## キャスト

### 主要人物
岩谷マユ（いわたに マユ）
演 - 平井杏奈
2年間の引きこもり生活を経て、プロレスラーになることを夢見て上京する。
最初は負け続きだったが、仲間たちと一緒に過ごす中で、いつしか業界の「アイコン」となるまで成長していく。
流香（りゅうか）
演 - 向後桃
スターダムのゼネラルマネージャー。マユの成長を見守りながら叱咤激励する姉のような存在。

### スターダム関係者
村瀬（むらせ）
演 - HG（レイザーラモン）
スターダムのレフェリー。団体の危機には自腹を切ってでも助けてしまう熱血漢。
東子（とうこ）
演 - 木村有希（ゆきぽよ）
1期生。マユの同期、寮も同室。マユの深夜の特訓に付き合ったり、マユのことを細やかに気にかけ面倒を見る。
羅月（らげつ）
演 - 朱里
3期生。マユのライバルとして君臨し、数々の名勝負を繰り広げる。マユが怪我で欠場中はグッズ販売に協力している。
東原（ひがしはら）
演 - 有田哲平（くりぃむしちゅー）
建設会社社長。自称元帰国子女。スターダムを支えるスポンサー。
グッシー / 小串宏明
演 - 竹中直人
スターダム創設者。マユのスター性を見いだす。
マイケル・田中
演 - 古坂大魔王
海外エージェント。マユに興味を持ち、海外大手団体からの移籍の話を持ってくる。
佐藤シオ
演 - 小坂井祐莉絵
マユの同期。
巨瀬川（こせがわ）
演 - 都丸紗也華
マユの同期。東子とはたびたび険悪な雰囲気になっている。
御堂晶（みどう あきら）
演 - 根岸愛
マユの同期。極真空手を15年していたが怪我で引退し、プロレスラーとして再起を図る。
海城タカラ（かいじょう タカラ）
演 - KAIRI
3期生。マユの後輩。もともと劇団員として活動していた。
紫炎リオ（しえん リオ）
演 - 平嶋夏海
フリーの人気レスラー。スターダムに加入し、マユのタッグパートナーとなる。タッグ名は「ファイアー・ロック」。

### マユの家族
兄貴
演 - 中本大賀
マユの兄。会社員。マユをプロレス観戦に連れ出すなど、彼女がプロレスに興味を持つきっかけを作った。
母親
演 - 石野真子
マユの母。マユに対しては当たりがきつく、厳しい言葉を投げかけながらも、どこか彼女を心配している。

### マユのファン
勝田、烈堂、吉川
演 - RG（レイザーラモン）、浅越ゴエ、竹若元博（バッファロー吾郎）
熱心なファンだが、負け続ける「弱い」マユを応援したいという天邪鬼なファンでもある。
秋山
演 - 西洋亮
マユが勝つところを見たいという実直なファン。

### その他
レスラー
演 - 天山広吉
山口に興行に来ていたプロレス団体のレスラー。試合後マユがリングに近づこうとするのを止める。
- 藤井マリー[1]

### 声の出演
- 渡瀬結月[1]、立石凛[1]

## スタッフ
- 監督 - ヨリコジュン
- 原案 - 岩谷麻優[1][11]
- 脚本 - 渡部辰城[11]
- 製作総指揮 - 木谷高明[1]
- 統括 - 都田和志[1]
- 音楽 - 岩谷麻優 入場曲「THE ICON」[11]
- プロレス指導・監修 - 朱里[6]
- 制作プロダクション - エースクルー・エンタテインメント[11]
- 製作 -「家出レスラー」製作委員会[1]
- 配給 - ブシロードムーブ[1]

## エピソード
- 撮影当時に所属だったスターダムの選手の多くがセコンド役などでカメオ出演している。また、後のスターダムの代表取締役社長である岡田太郎がトラック運転手役で登場している。